# Đenovići
Đenovići es una localidad de Montenegro perteneciente al municipio de Herceg Novi en el suroeste del país.
En 2011 tenía una población de 1161 habitantes, de los cuales 496 eran étnicamente montenegrinos y 472 serbios.
Se ubica en la costa de las bocas de Kotor, unos 3 km al este de la capital municipal Herceg Novi sobre la carretera E65.

## Demografía
La localidad ha tenido la siguiente evolución demográfica:
| Gráfica de evolución demográfica de Đenovići entre 1948 y 2003 |
|                                                                |